# Donació
Una donació, un donatiu o do és l'acció de cedir gratuïtament fons econòmics, temps de voluntariat o altres béns materials a una persona, organització o causa, generalment per caritat. En alguns ordenaments jurídics està regulada com un contracte. Les donacions van des de microdonacions d'individus a grans donacions d'empreses.
Moltes organitzacions sense ànim de lucre tenen com a principal font de finançament les donacions dels interessats. Alguns exemples en són organitzacions d'ajuda social (la UNESCO, l'UNICEF, Intervida), de preservació del medi ambient (WWF, Greenpeace) i institucions religioses (vegeu delme). Molts projectes de programari lliure, incloent el Projecte GNU, són finançats d'aquesta manera. El projecte Viquipèdia és finançat en gran manera per donacions.

## Donació mèdica
Les persones poden optar per donar parts del seu cos, com òrgans, sang o esperma. Les donacions de sang (en particular del grup i factor Rh 0 negatiu) i alguns òrgans són generalment escasses i la seva falta és una causa important de la mort de pacients amb malaltias terminals. Alguns òrgans vitals, com el cor, són donats únicament després de la defunció del donant, qui ha de signar un acord en vida. Els òrgans que es poden donar són: els ronyons, el fetge, el cor, els pulmons, el pàncrees i l'intestí.
Algunes religions i culturas no accepten donacions d'òrgans o de sang (per exemple, els Testimonis de Jehovà no accepten les de sang), a part la gravetat del pacient necessitat del trasplantament. En alguns països hi ha lleis que prohibeixen que individus o corporacions donen grans sumes de diners a polítics.